# Delphinium parishii
Delphinium parishii là một loài thực vật có hoa trong họ Mao lương. Loài này được A.Gray mô tả khoa học đầu tiên năm 1887.

## Hình ảnh

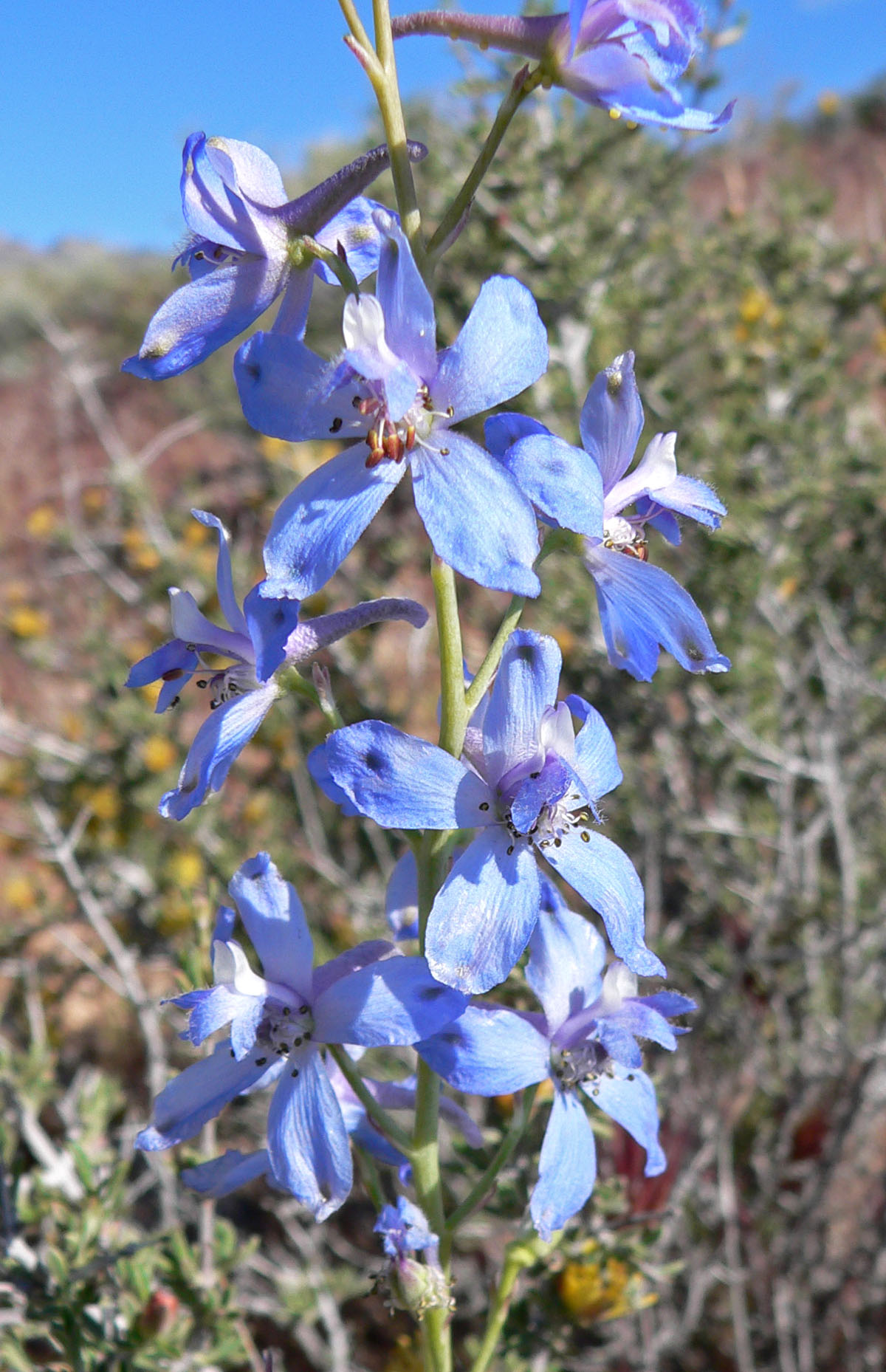
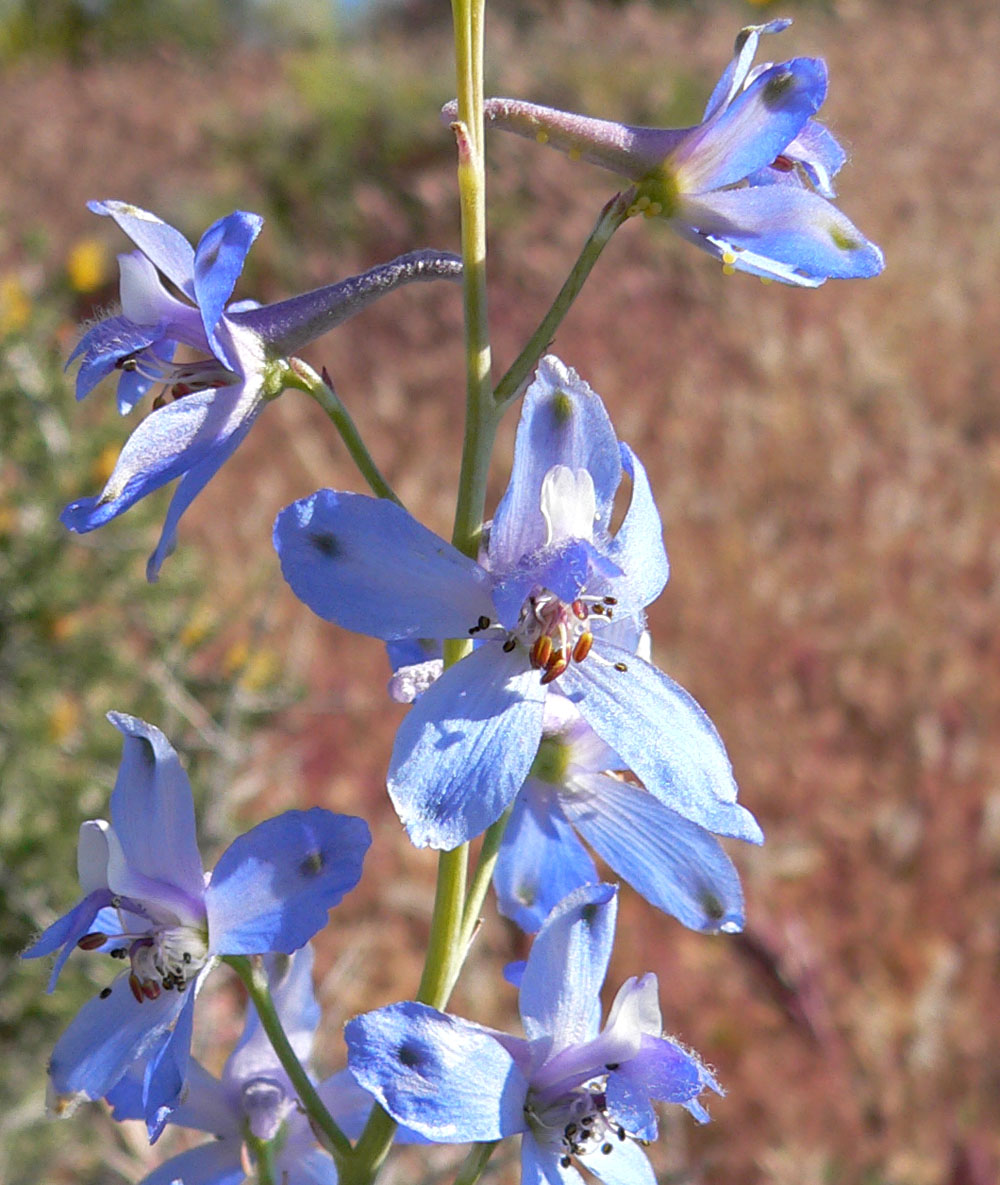
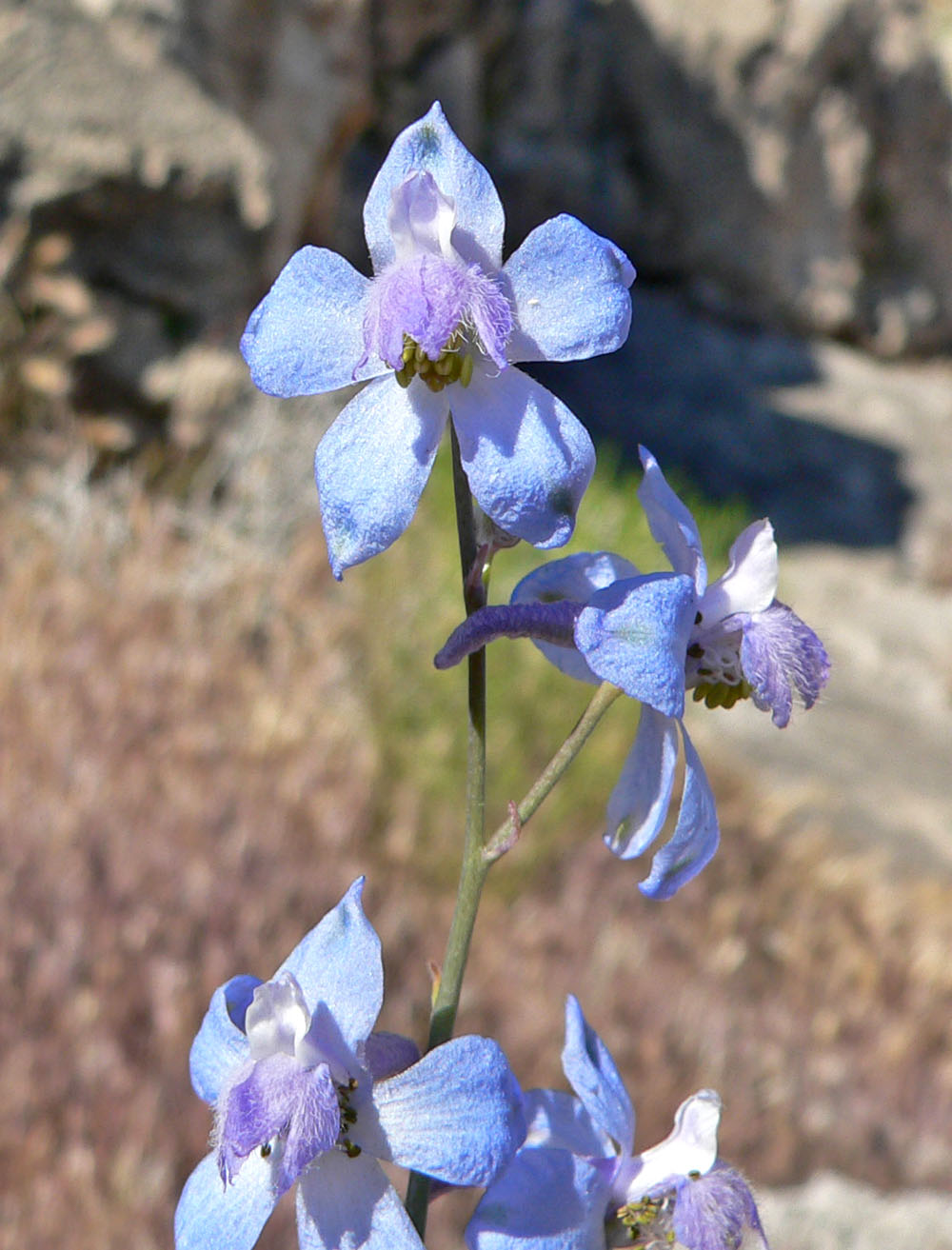
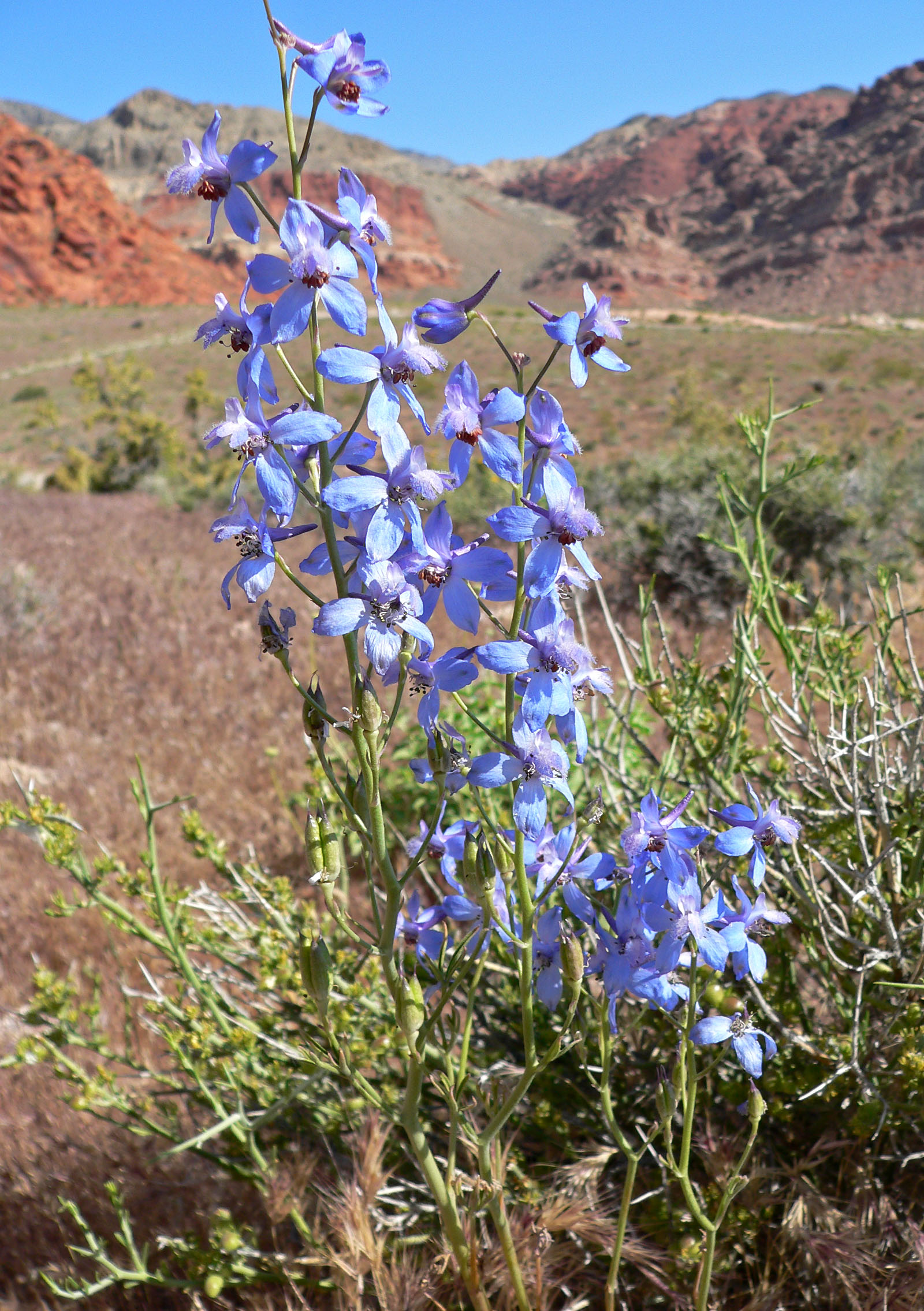